# Peninta peninta
Peninta Peninta (Πενήντα Πενήντα) est une série télévisée grecque réalisée par Vassilis Thomopoulos et diffusée depuis 2005 sur Mega Channel. Cette série est inédite en France.

## Synopsis
Peninta Peninta, qui signifie «50-50» met en scène les péripéties de trois couples de quinquagénaires dans une comédie hilarante. 

## Distribution
- Petros Philippidis (en) : Nikiforos
- Pavlos Haïkalis : Mimis
- Sákis Boulás : Pavlos
- Ava Galanopoulou (el) : Elisavet
- Vana Rambota : Irini
- Maria Androutsou : Xanthipi
- Alkis Panagiotidis : Alkiviadis

## Commentaires
Cette série a une distribution de choix avec notamment Petros Philippides (acteur principal de Efapax) et Pavlos Haekalis (Loukoumades me Meli, Safe Sex).